# Господаж (Лодзинське воєводство)
Господаж (пол. Gospodarz) — село в Польщі, у гміні Жгув Лодзький-Східного повіту Лодзинського воєводства.
Населення — 461 особа (2011).

## Демографія
Демографічна структура станом на 31 березня 2011 року:
|          | Загалом | Допрацездатний вік | Працездатний вік | Постпрацездатний вік |
| -------- | ------- | ------------------ | ---------------- | -------------------- |
| Чоловіки | 238     | 46                 | 173              | 19                   |
| Жінки    | 223     | 40                 | 146              | 37                   |
| Разом    | 461     | 86                 | 319              | 56                   |